# (12035) Ruggieri
(12035) Ruggieri (1997 CP13) – planetoida z pasa głównego asteroid okrążająca Słońce w ciągu 3,8 lat w średniej odległości 2,43 j.a. Odkryta 1 lutego 1997 roku.